# Hàm tích phân mũ
Trong toán học, hàm tích phân mũ Ei(x) được định nghĩa bằng:
{\displaystyle {\mbox{Ei}}(x)=-\int _{-x}^{\infty }{\frac {e^{-t}}{t}}\,\mathrm {d} t\,.}
Vì 1/t phân kỳ tại t = 0, tích phân trên được hiểu theo nghĩa của Giá trị chủ yếu Cauchy.

## Phân tích chuỗi
Hàm này có thể phân tích thành chuỗi:
{\displaystyle {\mbox{Ei}}(x)=\gamma +\ln x+\sum _{k=1}^{\infty }{\frac {x^{k}}{k\;k!}}\,,}
với γ là hằng số gamma Euler.

## Liên hệ với hàm khác

### Hàm tích phânlôgarit
Hàm tích phân mũ có liên hệ với hàm tích phân lôgarit li(x),
li(x) = Ei (ln (x))    với mọi số thực dương x ≠ 1.

## Phần mềm hỗ trợ
Hàm tích phân mũ được hỗ trợ trong nhiều phần mềm tính toán cho toán học như:
- Các hàm gsl_sf_exp_* trong thư viện phần mềm khoa học GNU
- Mục ei trong kho thuật toán Fortran Netlib
- Hàm ExpIntegralEI Lưu trữ ngày 8 tháng 10 năm 2006 tại Wayback Machine trong Mathematica